# Laurentius von Amalfi
Laurentius von Amalfi († 1049 in Rom) war ein Geistlicher und Gelehrter im Italien des 11. Jahrhunderts. Er war Benediktinermönch und Erzbischof, Lehrer des Reformpapstes Gregor VII. und Anhänger der cluniazensischen Reformbewegung. Von seinem Werk sind theologische, poetische und wissenschaftliche Schriften erhalten geblieben.

## Leben
Er war zunächst, unter Atenulf (1011–1022) und Theobald (1022–1035), Mönch im Benediktiner-Mutterkloster Montecassino. Später wurde er Erzbischof in der süditalienischen Seerepublik Amalfi. Genaue Lebensdaten nennt das Werk des Ferdinando Ughelli aus dem 17. Jahrhundert: Demnach sei Laurentius am 27. April 1030 gewählt und am 2. Juli 1030 von Papst Johannes XIX. im Lateran geweiht worden. Er sei mit dem salernitanischen Fürsten Waimar IV. verfeindet gewesen und habe vor diesem aus seiner Diözese fliehen müssen. Nach einer Amtszeit von 19 Jahren und 11 Monaten sei er dann im Alter von 53 Jahren, 6 Monaten und 15 Tagen am 7. März gestorben. Der Historiker Walther Holtzmann hält die Angaben Ughellis jedoch für unzuverlässig und lässt nur die Vertreibung gelten, die wohl im Jahr 1039 stattfand, als Waimar IV. das konkurrierende Herzogtum Amalfi eroberte. Anschließend hielt sich Laurentius als Emigrant in Florenz auf und kam spätestens 1046 nach Rom, wo er im Frühjahr 1049 starb.

## Werk
Von den Werken des Laurentius sind zwei Viten, eine Predigt, ein mathematisches Traktat über den Gebrauch des Abacus bei der Division, exegetische Schriften und Lyrik überliefert. Auch ein umfangreiches Florilegium, das er angelegt hatte, ist erhalten geblieben. Die erste Vita, die das Leben des heiligen Wenzel von Böhmen schildert, entstand in Montecassino. Die zweite Vita über Bischof Zenobius von Florenz schrieb Laurentius im Exil ebendort. Die Schriften offenbaren eine umfassende Bildung ihres Autors; er zitierte neben der Bibel und den Kirchenvätern etwa 50 klassische Werke, darunter Vergil, Horaz, Juvenal, Persius, Prosper und Priscian, und sein Stil lässt auf eine profunde Kenntnis der Kunst der Rhetorik schließen.

## Einfluss
Spätestens während seines Aufenthaltes in Rom gehörte Laurentius zu den Kreisen der Reformbewegung, die von der Abtei Cluny ausging. Er war ein Lehrer des jungen Hildebrand, des späteren Papstes Gregor VII., und ein Freund Odilos von Cluny, den er am Krankenbett besuchte. Damals geriet er in das Blickfeld der Elite seiner Zeit. Sein Name findet sich nicht nur in den Odilo-Biographien des Iotsaldus und des Petrus Damiani, auch Petrus Diaconus nahm ihn in seine Beschreibung berühmter Mitglieder der montecassinischen Abtei auf. Sein Einfluss auf Gregor VII. ist aus seriösen Quellen nicht rekonstruierbar. Eine gewisse Bekanntheit erlangte dagegen ein Pamphlet des Kardinals Beno, eines Gegners der Reformpartei, der 1098 behauptete, Laurentius sei der princeps maleficiorum (der größte Übeltäter) unter allen gewesen, die den Reformpapst auf Irrwege geführt hätten. Er sei ein Schüler des Papstes Silvester II., den Beno des Paktes mit dem Teufel beschuldigt, habe mit Theophilakt öffentlich über Mathematik disputiert und sei für seine Weissagungen berühmt gewesen. Sogar für den angeblichen Giftmord an Papst Damasus II. sei er verantwortlich. Diese, nach Einschätzung Holtzmanns, „z. T. doch sehr albernen Romane“ wurden noch in der Reformationszeit öfter nachgedruckt.